# LEDA 14241
LEDA 14241(UGCA 86)은 기린자리에 위치한 청색 밀집 왜소 은하이다.

## 두은하사이의 거리
두 은하 사이의 거리는 우리 은하에서 마젤란 은하 사이의 거리보다 50% 이상 더 크다.

## 소속은하군
국부 은하군에 있는 것으로 추정되었으나, IC 342/마페이 은하군에 위치한 사실이 밝혀졌다.